# Гросрерсдорф
Гросрерсдорф (нім. Großröhrsdorf, в.-луж. Wulke Rědorjecy) — місто в Німеччині, розташоване в землі Саксонія. Входить до складу району Бауцен.
Площа — 40,86 км2. Населення становить 9659 ос. (станом на 31 грудня 2020).